# Jesper Nelin
Jesper Nelin (ur. 3 października 1992 w Värnamo) – szwedzki biathlonista, złoty medalista olimpijski i trzykrotny medalista mistrzostw świata.

## Kariera
Po raz pierwszy na arenie międzynarodowej pojawił się 9 stycznia 2015 roku, startując w zawodach Pucharu IBU w Dusznikach-Zdroju. Zajął tam 57. miejsce w sprincie. Nigdy nie startował na mistrzostwach świata juniorów.
W Pucharze Świata zadebiutował 5 grudnia 2015 roku w Östersund, zajmując 16. miejsce w sprincie. Tym samym już w swoim debiucie zdobył pierwsze pucharowe punkty. 7 stycznia 2018 roku w Oberhofie wspólnie z kolegami z reprezentacji zwyciężył w sztafecie. Na podium indywidualnych zawodów tego cyklu pierwszy raz stanął 2 marca 2024 roku w Oslo, kończąc bieg masowy na trzeciej pozycji.
W lutym 2018 roku wystartował na igrzyskach olimpijskich w Pjongczangu, gdzie razem z Peppe Femlingiem, Sebastianem Samuelssonem i Fredrikiem Lindströmem zwyciężył w sztafecie. Był tam też między innymi osiemnasty w biegu pościgowym. Podczas rozgrywanych trzy lata później mistrzostw świata w Pokljuce w tej samej konkurencji był drugi.

## Osiągnięcia

### Igrzyska olimpijskie
| Rok  | Miejscowość | Konkurencje | Konkurencje | Konkurencje | Konkurencje | Konkurencje | Konkurencje | Konkurencje |
| Rok  | Miejscowość | IN          | SP          | PU          | MS          | RL          | MR          | SR          |
| ---- | ----------- | ----------- | ----------- | ----------- | ----------- | ----------- | ----------- | ----------- |
| 2018 | Pjongczang  | 24.         | 30.         | 18.         | 9.          | 1.          | 11.         | nd.         |
| 2022 | Pekin       | 64.         | 55.         | 31.         | –           | 5.          | –           | nd.         |

### Mistrzostwa świata
| Rok  | Miejscowość | Konkurencje | Konkurencje | Konkurencje | Konkurencje | Konkurencje | Konkurencje | Konkurencje |
| Rok  | Miejscowość | IN          | SP          | PU          | MS          | RL          | MR          | SR          |
| ---- | ----------- | ----------- | ----------- | ----------- | ----------- | ----------- | ----------- | ----------- |
| 2016 | Oslo        | 54.         | 31.         | 38.         | nd.         | 7.          | 12.         | nd.         |
| 2017 | Hochfilzen  | 54.         | 59.         | 44.         | nd.         | 11.         | 6.          | nd.         |
| 2019 | Östersund   | 28.         | 41.         | 33.         | nd.         | 7.          | 5.          | –           |
| 2020 | Anterselva  | 42.         | 19.         | 11.         | 19.         | 10.         | 11.         | –           |
| 2021 | Pokljuka    | 83.         | 18.         | 29.         | 28.         | 2.          | nd.         | –           |
| 2023 | Oberhof     | 22.         | 45.         | 23.         | 16.         | 3.          | –           | –           |
| 2024 | Nové Město  | 33.         | 23.         | 41.         | –           | 1.          | –           | –           |
| 2025 | Lenzerheide | 14.         | 14.         | 11.         | 10.         | 4.          | –           | –           |

### Puchar Świata

#### Miejsca w klasyfikacji generalnej
| Sezon     | Miejsce |
| --------- | ------- |
| 2015/2016 | 61.     |
| 2016/2017 | 89.     |
| 2017/2018 | 40.     |
| 2018/2019 | 40.     |
| 2019/2020 | 31.     |
| 2020/2021 | 29.     |
| 2021/2022 | 54.     |
| 2022/2023 | 15.     |
| 2023/2024 | 23.     |
| 2024/2025 | 22.     |

#### Miejsca na podium – chronologicznie
| Lp. | Dzień   | Rok  | Miejscowość | Konkurencja          | Lokata | Pudła   | Czas biegu | Strata | Zwycięzca           |
| --- | ------- | ---- | ----------- | -------------------- | ------ | ------- | ---------- | ------ | ------------------- |
| 1.  | 2 marca | 2024 | Oslo        | Bieg masowy na 15 km | 3.     | 0+1+0+0 | 37:52,0    | +9,9   | Sturla Holm Lægreid |